# Alexis Henríquez
Alexis Henríquez (Santa Marta, Magdalena, Colombia; 1 de febrero de 1983) es un exfutbolista colombiano. Jugó destacadamente como defensa en Once Caldas y Atlético Nacional de Colombia.
Es el futbolista más laureado en la historia de Once Caldas con 4 títulos, y también de Atlético Nacional, junto a Franco Armani, con 13 títulos.

## Trayectoria

### Once Caldas
Con el Once Caldas jugó durante 9 años en los que ganó 3 Ligas y la Copa Libertadores 2004.
Además de 4 subcampeonatos, la Copa Intercontinental 2004 donde enfrentaron al Porto, la Recopa Sudamericana 2005 donde enfrentaron a Boca Juniors, la Copa Colombia 2008 donde enfrentaron a La Equidad y el Torneo Finalización 2011 donde enfrentaron a Junior de Barranquilla.
Con el Blanco-blanco jugó un total de 272 partidos en los que anotó ocho goles siendo uno de los mejores jugadores que han vestido dicha casaca.

### Atlético Nacional
En enero de 2012 fue llevado a Atlético Nacional por el profesor Santiago Escobar Saldarriaga, para iniciar en el proyecto deportivo del club paisa. Posteriormente se convertiría en un referente e ídolo verdolaga, siendo el hombre que levantó la segunda Copa Libertadores del club, después de 27 años, hecho que lo convierte en el único colombiano en ganar 2 copas libertadores con clubes de dicho país.

### Retiro
Alexis Henríquez anunció el día 22 de enero de 2020 su retiro del fútbol profesional, tras el cual iniciaría su formación como técnico. Para la Liga Colombiana 2023-1, sería nombrado asistente técnico del D.T Lucas González en el equipo Águilas Doradas.

## Clubes

### Como jugador
| Club                         | Div.                | Temporada           | Liga  | Liga  | Copa Nacional | Copa Nacional | Torneos Internacionales | Torneos Internacionales | Total | Total |
| Club                         | Div.                | Temporada           | Part. | Goles | Part.         | Goles         | Part.                   | Goles                   | Part. | Goles |
| ---------------------------- | ------------------- | ------------------- | ----- | ----- | ------------- | ------------- | ----------------------- | ----------------------- | ----- | ----- |
| Once Caldas · Colombia       | 1ª                  | 2003                | 2     | 0     | —             | —             | —                       | —                       | 2     | 0     |
| Once Caldas · Colombia       | 1ª                  | 2004                | 23    | 0     | —             | —             | 1                       | 0                       | 24    | 0     |
| Once Caldas · Colombia       | 1ª                  | 2005                | 14    | 1     | —             | —             | 3                       | 0                       | 17    | 1     |
| Once Caldas · Colombia       | 1ª                  | 2006                | 37    | 1     | —             | —             | —                       | —                       | 37    | 1     |
| Once Caldas · Colombia       | 1ª                  | 2007                | 20    | 0     | —             | —             | —                       | —                       | 21    | 0     |
| Once Caldas · Colombia       | 1ª                  | 2008                | 23    | 0     | 14            | 0             | —                       | —                       | 37    | 0     |
| Once Caldas · Colombia       | 1ª                  | 2009                | 41    | 4     | 3             | 0             | 0                       | 0                       | 45    | 4     |
| Once Caldas · Colombia       | 1ª                  | 2010                | 36    | 1     | 5             | 1             | 8                       | 0                       | 49    | 1     |
| Once Caldas · Colombia       | 1ª                  | 2011                | 37    | 1     | 7             | 1             | 9                       | 0                       | 53    | 1     |
| Once Caldas · Colombia       | Total               | Total               | 233   | 8     | 29            | 2             | 21                      | 0                       | 283   | 10    |
| Atlético Nacional · Colombia | 1ª                  | 2012                | 24    | 0     | 11            | 0             | 7                       | 0                       | 42    | 0     |
| Atlético Nacional · Colombia | 1ª                  | 2013                | 33    | 1     | 4             | 0             | 8                       | 0                       | 45    | 1     |
| Atlético Nacional · Colombia | 1ª                  | 2014                | 24    | 1     | 6             | 0             | 14                      | 0                       | 44    | 1     |
| Atlético Nacional · Colombia | 1ª                  | 2015                | 37    | 1     | 2             | 0             | 7                       | 1                       | 46    | 2     |
| Atlético Nacional · Colombia | 1ª                  | 2016                | 20    | 1     | 5             | 0             | 21                      | 0                       | 46    | 1     |
| Atlético Nacional · Colombia | 1ª                  | 2017                | 32    | 0     | 4             | 0             | 7                       | 0                       | 43    | 0     |
| Atlético Nacional · Colombia | 1ª                  | 2018                | 32    | 3     | 9             | 0             | 4                       | 0                       | 45    | 3     |
| Atlético Nacional · Colombia | 1ª                  | 2019                | 17    | 0     | 3             | 0             | 0                       | 0                       | 20    | 0     |
| Atlético Nacional · Colombia | Total               | Total               | 219   | 7     | 39            | 0             | 68                      | 1                       | 326   | 8     |
| Total en su carrera          | Total en su carrera | Total en su carrera | 452   | 15    | 68            | 2             | 89                      | 1                       | 609   | 18    |

#### Selección
| Selección                | Año                      | Partidos | Goles |
| ------------------------ | ------------------------ | -------- | ----- |
| Colombia Mayores         | 2007                     | 1        | 0     |
| Colombia Mayores         | 2009                     | 2        | 0     |
| Colombia Mayores         | 2010                     | 1        | 0     |
| Colombia Mayores         | 2011                     | 0        | 0     |
| Total                    | Total                    | 4        | 0     |
| Total Selección Colombia | Total Selección Colombia | 4        | 0     |

### Como asistente técnico
| Club                            | AT de:         | Periodo                 | Periodo             |
| Club                            | AT de:         | Desde                   | Hasta               |
| ------------------------------- | -------------- | ----------------------- | ------------------- |
| Águilas Doradas · Colombia      | Lucas González | 30 de diciembre de 2022 | 17 de junio de 2023 |
| América de Cali · Colombia      | Lucas González | 29 de junio de 2023     | 15 de enero de 2024 |
| Central Córdoba (SdE) Argentina | Lucas González | 19 de abril de 2024     | 29 de julio de 2024 |

### Como formador
| Equipo                 | Periodo              | Periodo  |
| Equipo                 | Desde                | Hasta    |
| ---------------------- | -------------------- | -------- |
| Once Caldas · Colombia | 4 de febrero de 2025 | Presente |

## Palmarés

### Títulos nacionales
| Título                | Equipo            | País     | Año     |
| --------------------- | ----------------- | -------- | ------- |
| Primera A             | Once Caldas       | Colombia | I-2003  |
| Primera A             | Once Caldas       | Colombia | I-2009  |
| Primera A             | Once Caldas       | Colombia | II-2010 |
| Superliga de Colombia | Atlético Nacional | Colombia | 2012    |
| Copa Colombia         | Atlético Nacional | Colombia | 2012    |
| Primera A             | Atlético Nacional | Colombia | I-2013  |
| Copa Colombia         | Atlético Nacional | Colombia | 2013    |
| Primera A             | Atlético Nacional | Colombia | II-2013 |
| Primera A             | Atlético Nacional | Colombia | I-2014  |
| Primera A             | Atlético Nacional | Colombia | II-2015 |
| Superliga de Colombia | Atlético Nacional | Colombia | 2016    |
| Copa Colombia         | Atlético Nacional | Colombia | 2016    |
| Primera A             | Atlético Nacional | Colombia | I-2017  |
| Copa Colombia         | Atlético Nacional | Colombia | 2018    |

### Títulos internacionales
| Título                       | Equipo            | Sede      | Año  |
| ---------------------------- | ----------------- | --------- | ---- |
| Copa Libertadores de América | Once Caldas       | Manizales | 2004 |
| Copa Libertadores de América | Atlético Nacional | Medellín  | 2016 |
| Recopa Sudamericana          | Atlético Nacional | Medellín  | 2017 |

### Distinciones individuales
| Distinción                                     | Año  |
| ---------------------------------------------- | ---- |
| Parte del Equipo Ideal de la Liga Águila       | 2015 |
| Parte del Equipo Ideal de la Copa Libertadores | 2016 |
| Parte del Equipo Ideal de la Liga Águila       | 2016 |

## Legado deportivo
Su abuelo Héctor Julio Charles fue futbolista en la década de los años 60 al servicio del Unión Magdalena, tras su retiro y durante 40 años se dedicó a la formación de futbolistas en el Departamento de Magdalena hasta su fallecimiento en el año 2023.
Su tío Diego Julio Charles fue campeón del Difutbol con la Selección de fútbol del Magdalena. Desde hace varios años es asistente técnico en la función de preparador físico, principalmente acompañado al entrenador Alberto Gamero.
Su hermano Fabián Suárez Charales actualmente juega para las Águilas Doradas de la Categoría Primera A.
Sus primos son los futbolistas Luis Núñez y Jeysen Núñez.